# Vietnam meridional
Vietnam meridional  (en vietnamita: Nam Bộ), antes conocido como Nam tiến en el antiguo Vietnam y Cochinchina/Baja Cochinchina por la administración colonial de la Indochina francesa, es una de las tres regiones geográficas dentro la República Socialista de Vietnam.
Fue la última región en ser colonizada por la cultura vietnamita que venía desde Vietnam septentrional, y también fue la primera en ser colonizada por el Imperio francés. En Vietnam meridional se encontraba la ciudad de Saigón, que fue la capital del desaparecido Vietnam del Sur; al concluir la reunificación del país, Saigón fue renombrada como Ciudad Ho Chi Minh.

## Descripción

### Clima
En Vietnam meridional se ubica en la región típica de clima tropical monzónico y sub-ecuatorial, con abundante fondo húmedo, abundante sol, largo tiempo de radiación, alta temperatura y acumulación total templada. La amplitud de las temperaturas diurnas y nocturnas entre meses del año es baja y moderada. La humedad media anual oscila entre el 80 y el 82%. El clima se forma en dos estaciones principales durante todo el año, la estación seca y la estación lluviosa. La temporada de lluvias es de mayo a noviembre, la temporada seca es de diciembre a abril, la temporada de producción difiere de la Región del Delta del Río Rojo.

## Organización
Vietnam Meridional está dividido en dos regiones administrativas de primer nivel, seguido de 17 provincias de segundo nivel y dos municipios especiales también de segundo nivel.
| Región administrativa                                                 | Unidades administrativas de primer nivel                                                                                | Área (km²) | Población (2019) | Densidad poblacional (persona/km²) |
| --------------------------------------------------------------------- | --- | ---------- | ---------------- | ---------------------------------- |
| Región Sureste (Đông Nam Bộ, Miền Đông)                               | Bà Rịa-Vũng Tàu Bình Dương Bình Phước Đồng Nai Ciudad Ho Chi Minh Tây Ninh                                              | 23,590.70  | 19,101,908       | 683.65                             |
| Delta del Río Mekong (Đồng Bằng Sông Cửu Long) (Tây Nam Bộ, Miền Tây) | An Giang Bến Tre Bạc Liêu Cà Mau Cần Thơ Đồng Tháp Hậu Giang Kiên Giang Long An Sóc Trăng Tiền Giang Trà Vinh Vĩnh Long | 40,576.00  | 21,015,795       | 434.00                             |

## Sitios de Vietnam meridional

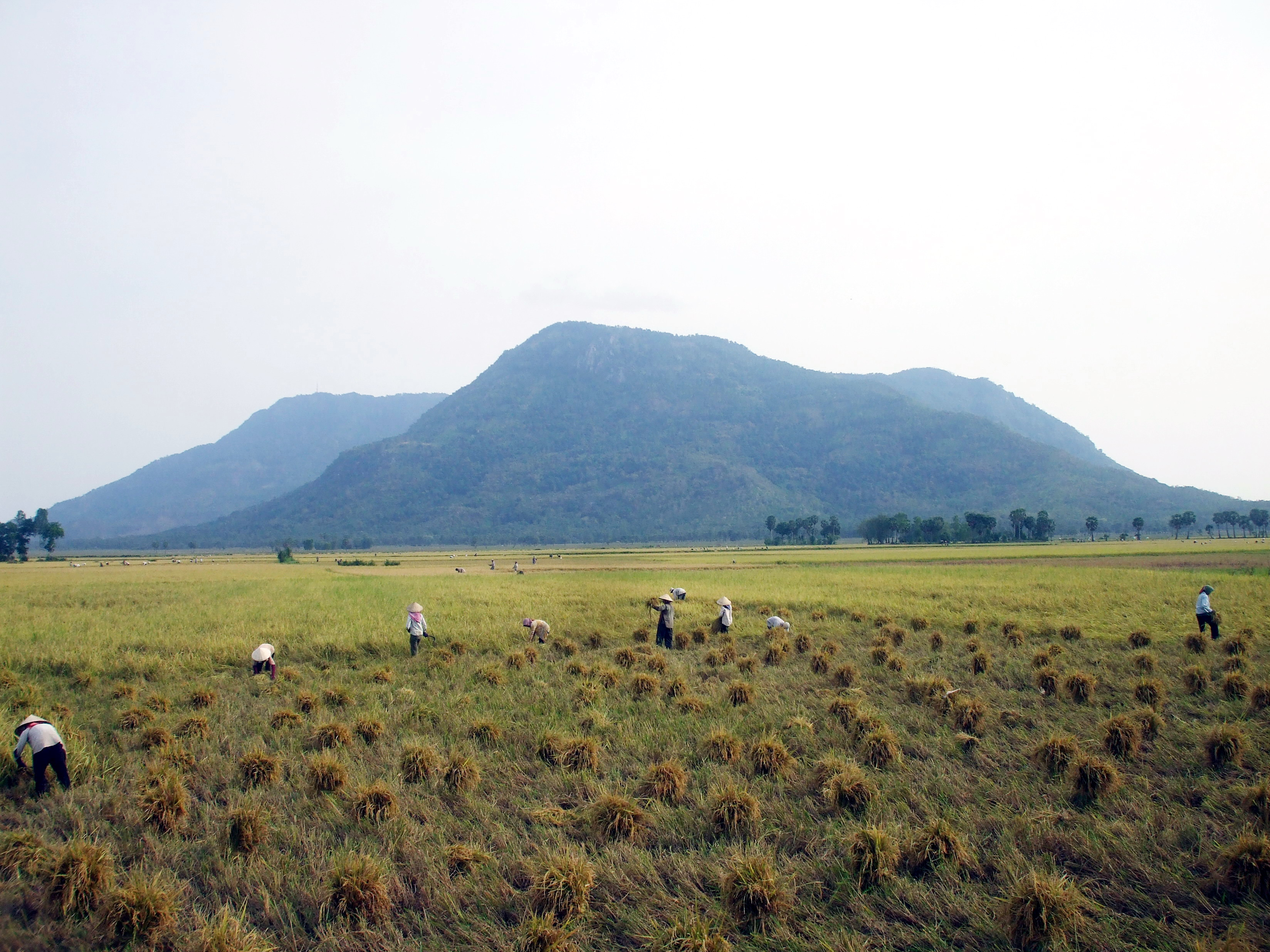
Montañas en la Provincia de An Giang
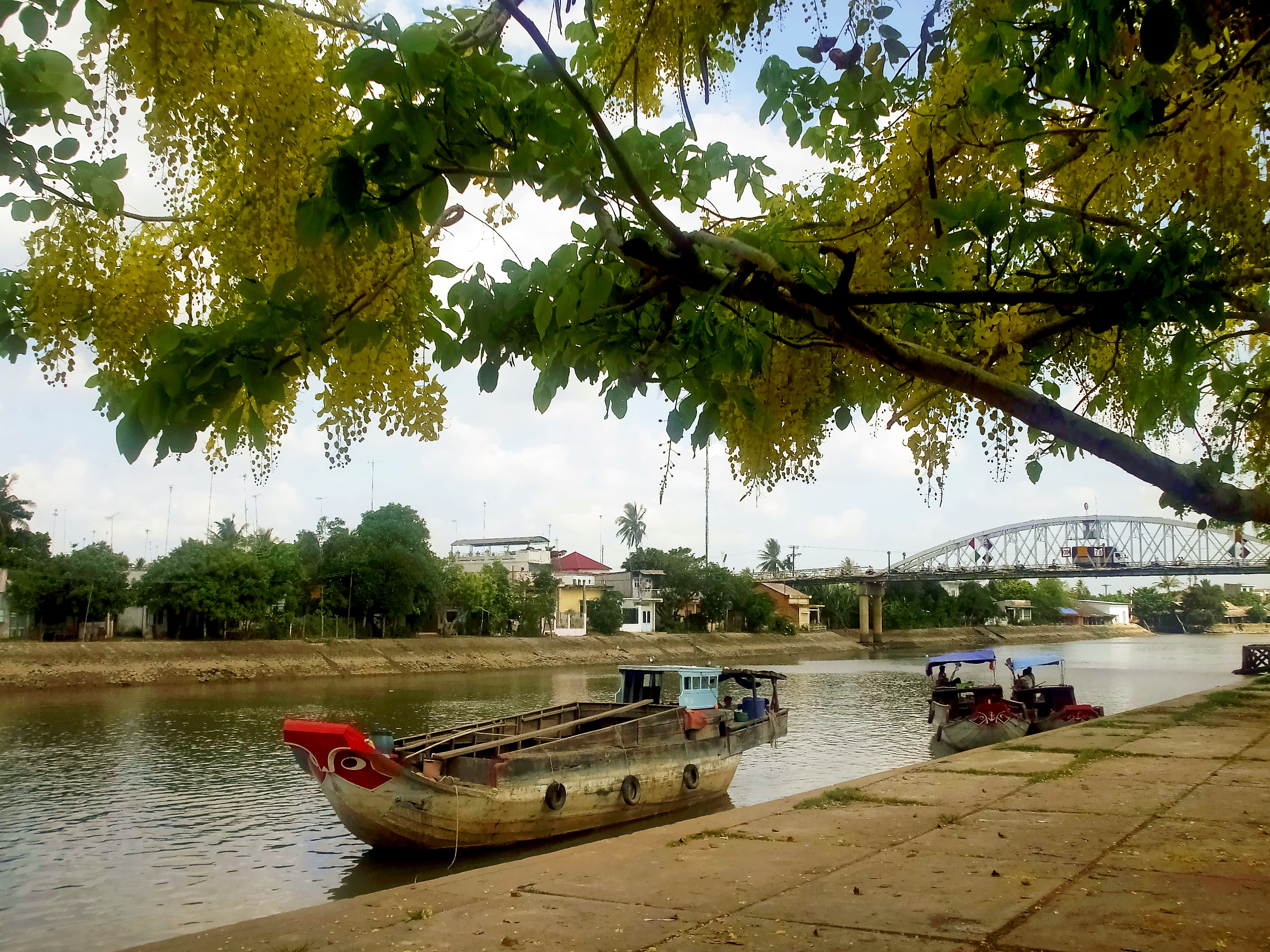
Río en la Provincia de Bến Tre
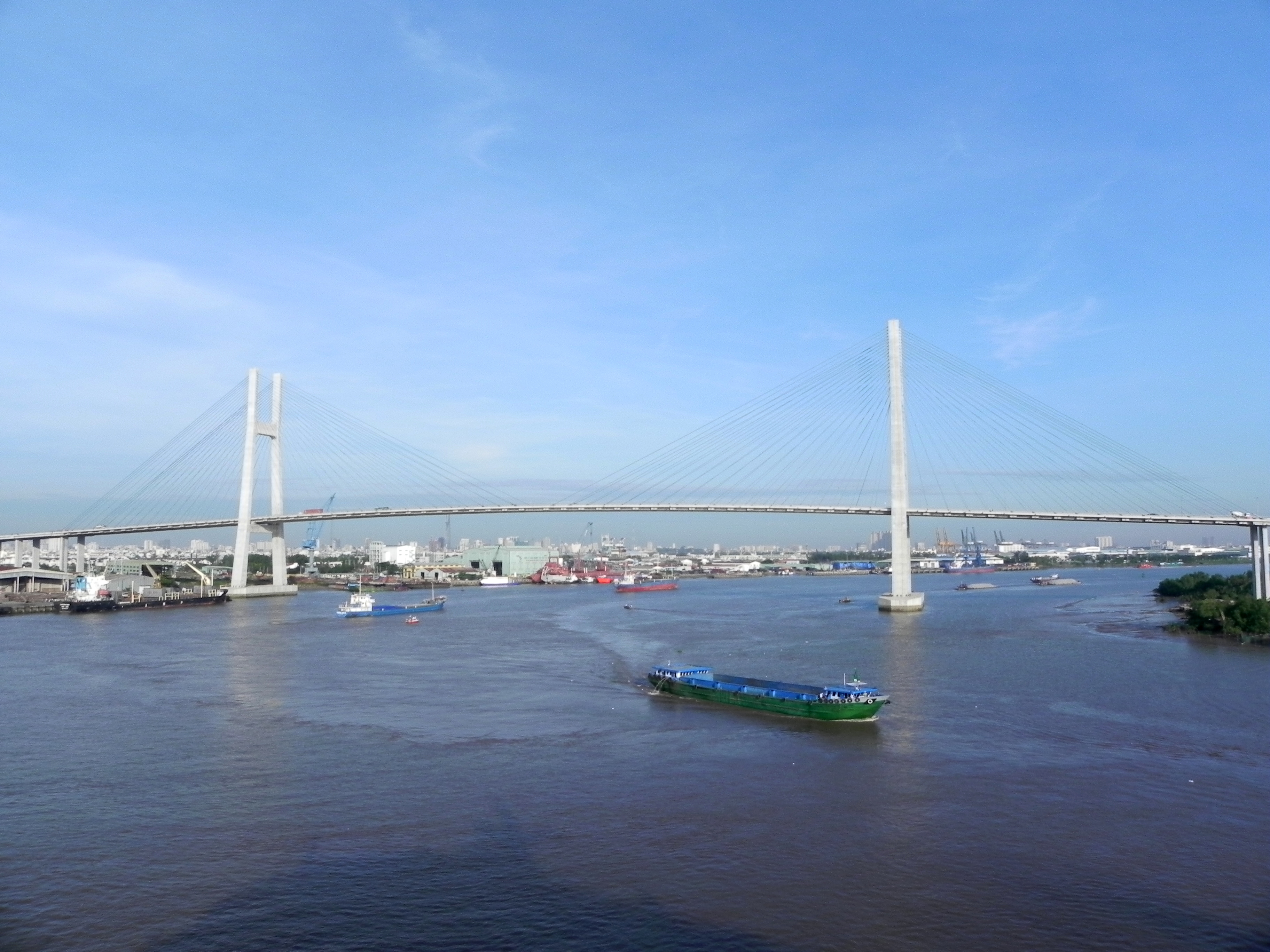
Puente sobre el río Saigón en la Ciudad Ho Chi Minh
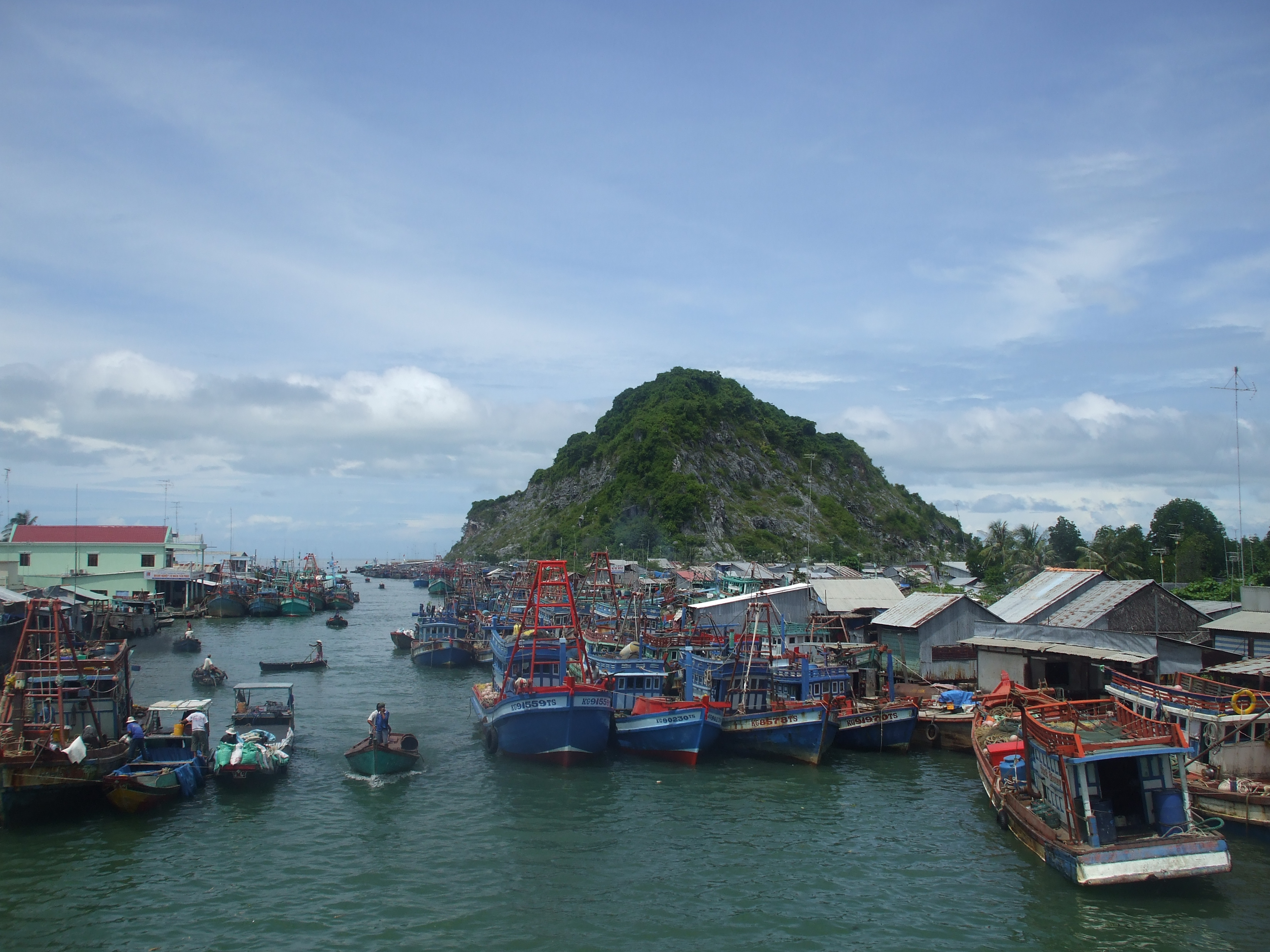
Kiên Lương en la Provincia de Kiên Giang
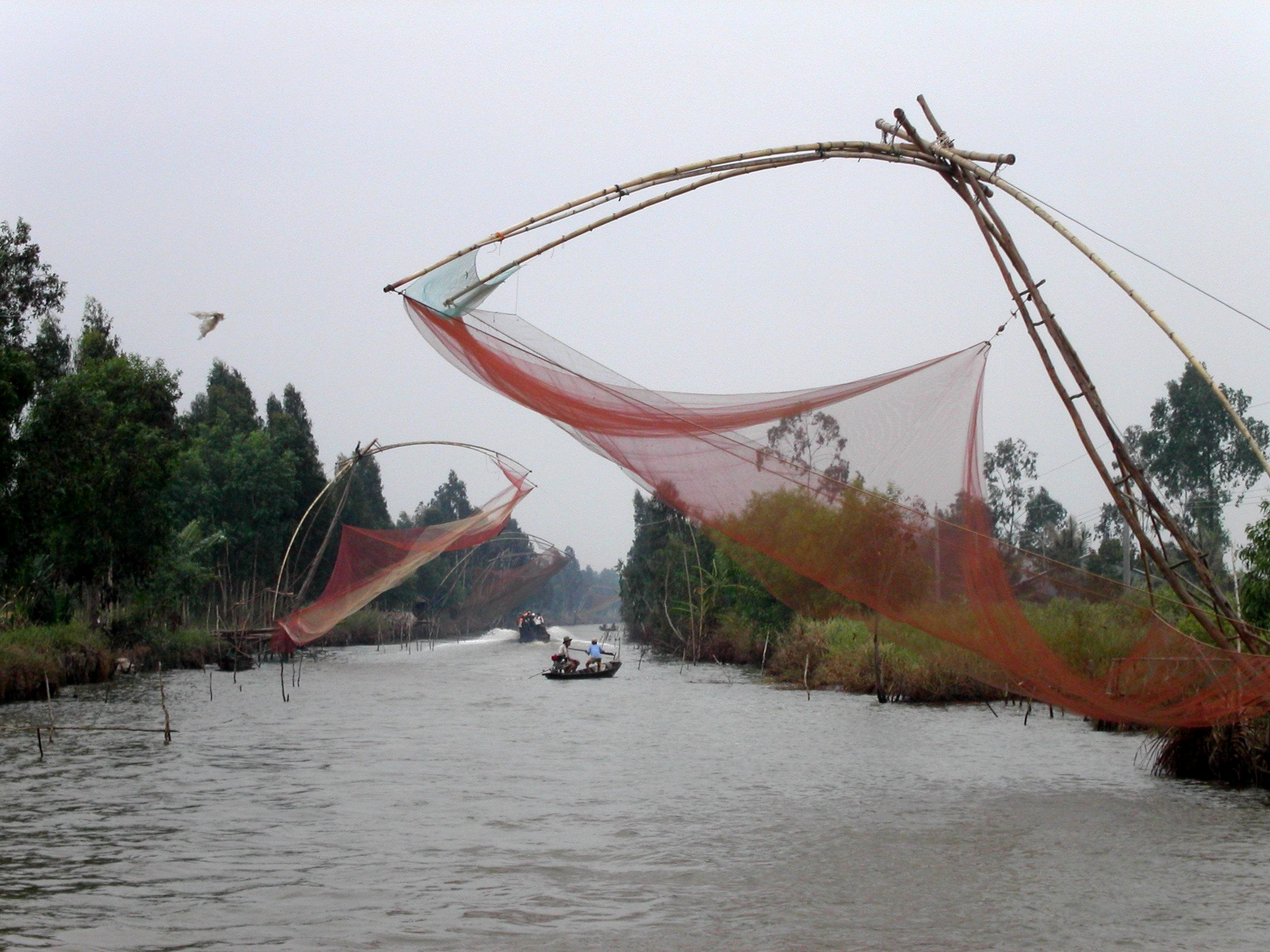
Red de pesca china en la ciudad de Cà Mau
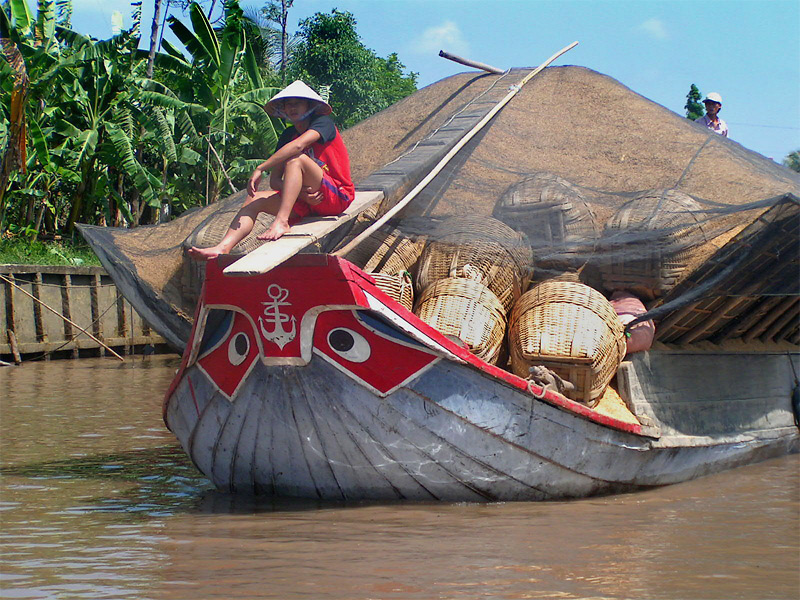
Río Mekong